# Komet Machholz 2
Komet Machholz 2 ali 141P/Machholz 2 je periodični komet, ki ga je odkril ameriški ljubiteljski astronom Donald Edward Machholz 13. avgusta 1994 v Colfaxu, Kalifornija, ZDA. 

Pripada Jupitrovi družini kometov .

## Odkritje
Macholz je odkril komet samo eno noč po izbruhu meteorskega roja Perzeidov v letu 1994 .
Ob odkritju je imel magnitudo 10, navidezni premer kometa pa je bil 3 do 4′ .
Tirnico kometa je prvi določil S. Nakano iz Japonske.
Komet je potem, ko se mu je svetlost močno zmanjšala, ponovno našel škotsko-avstralski astronom Robert H. McNaught v avgustu leta 1999. Takrat je imel magnitudo okoli 20 .
Z izračuni so ugotovili, da je to komponenta A. Ostalih komponent ni nihče opazil.

## Razpad kometa
Kmalu po odkritju je komet doživel izbruh in komet je razpadel na najmanj šest komponent, ki so jih označili s črkami od A do F. Osnovno telo je dobilo oznako A. Najsvetlejša sta bila dela z oznako A in D .
Zaradi tega ga nekateri obravnavajo kot en komet, zopet drugi pa trdijo, da je to več kometov.
Prvi, ki je poročal o razpadu kometa je bil avstrijski ljubiteljski astronom Michael Jäger  (rojen 1958) 2. avgusta 1994 je opazil samo 48′ od kometa Machholz 2 opazil še drugi komet, ki se je gibal podobno kot Machholz 2. Ta komet je imel magnitudo 11 . Tretje telo je opazil 2. septembra 1994 Petr Pravec, kmalu pa še četrto in peto telo. Koncem novembra sta imeli komponenti A in D magnitudo okoli 12. Komponenta D je pozneje razpadla še na dva dela (oznaki D_1 in D_2) .
Vsi nastali delci kometa so sedaj poravnani na heliocentrični tirnici. Pri tem je komponenta A spredaj in je najbolj svetla 
Ob razpadu kometa je nastalo tudi precej drugih velikih delcev in veliko prašnih delcev.
Izgleda, da je že pred tem prišlo do rapada kometa v letu 1987, to je okoli 600 dni pred prihodom v prisončje .

## Povezava s kometom Shoemaker-Levy
V juliju 1994 je Komet Shoemaker-Levy 9 padel na Jupiter.  V skoraj istem času se je pojavil komet Machholz 2, ki pa je imel podobne značilnosti kot komet Shoemaker-Levy 9. Zaradi tega nekateri smatrajo, da sta imela oba kometa isto starševsko telo .

## Meteorski roj
Veliko je možnosti, da ostanki tega kometa povzročajo meteorski roj  Delta Akvaridov .
Ta meteorski roj se lahko opazuje od sredine julija do sredine avgusta, vrh pa doseže okoli 28. ali 29. julija. Najlepše se vidi na južni polobli.
Nekateri trdijo, da je komet Machholz 2 skupaj s telesom 2002 EX12 vzrok tudi za nastanek meteorskega roja Kaprikornidov.
Možno je tudi, da sta komet Machholz 2 in 2002 EX12 nastala pri razpadu večjega telesa.

## Opazovanja
Komet so opazovali tudi v Sloveniji na Observatoriju Črni Vrh .